# 20512 Rothenberg
20512 Rothenberg (1999 RW32) là một tiểu hành tinh vành đai chính được phát hiện ngày 10 tháng 9 năm 1999 bởi A. Knöfel ở Drebach.